# Osiedle Kopernika (Bielsko-Biała)
Osiedle Kopernika – osiedle mieszkaniowe położone w Bielsku-Białej w dzielnicy Aleksandrowice. Zostało wybudowane w latach 1964–1969 jako Zakładowe Osiedle Robotnicze nr 7 (ZOR VII) według projektu Andrzeja Czyżewskiego. 
Właściwe osiedle składa się z jedenastu 11-kondygnacyjnych oraz czternastu 5-kondygnacyjnych bloków z wielkiej płyty w rejonie ulicy Jesionowej, Wiśniowej i Spółdzielców wraz z zapleczem handlowo-usługowym. Jednostka pomocnicza gminy o nazwie Osiedle Kopernika obejmuje znacznie szerszy obszar ograniczony Potokiem Starobielskim na północy, aleją Andersa na wschodzie, ulicą Cieszyńską na południu i naturalną doliną na zachód od ulicy Wodnej na zachodzie, który w dużej mierze wypełnia zabudowa jednorodzinna. W 2017 liczyła ona 4712 mieszkańców.
W obrębie osiedla w rozumieniu szerszym znajduje się Ośrodek Sportowo-Rekreacyjny Victoria (ul. Bratków 16), integracyjna Szkoła Podstawowa nr 6 (ul. Brodzińskiego 3), Szkoła Podstawowa nr 17 (ul. Bratków 6) i Żłobek Miejski (ul. Brodzińskiego 22). Blok przy ulicy Spółdzielców 11 został zaadaptowany na dom studencki Uniwersytetu Bielsko-Bialskiego.
Główny ciąg komunikacyjny osiedla stanowią ulice Jesionowa i Spółdzielców, od południa okala je wylotowa ulica Cieszyńska. Pobliski przystanek Cieszyńska Hulanka obsługuje (stan 2022) trzynaście linii MZK Bielsko-Biała, a także autobusy Komunikacji Beskidzkiej i prywatnych przewoźników w kierunku Jaworza, Jasienicy, Cieszyna i Strumienia. W głąb osiedla wjeżdża sześć linii MZK (2, 4, 15, 21, 34 i nocna N1).